# Lugendorf (Gemeinde Sallingberg)
Lugendorf ist eine Ortschaft und eine Katastralgemeinde der Gemeinde Sallingberg im Bezirk Zwettl in Niederösterreich. Die Ortschaft hat 109 Einwohner (Stand 1. Jänner 2024).

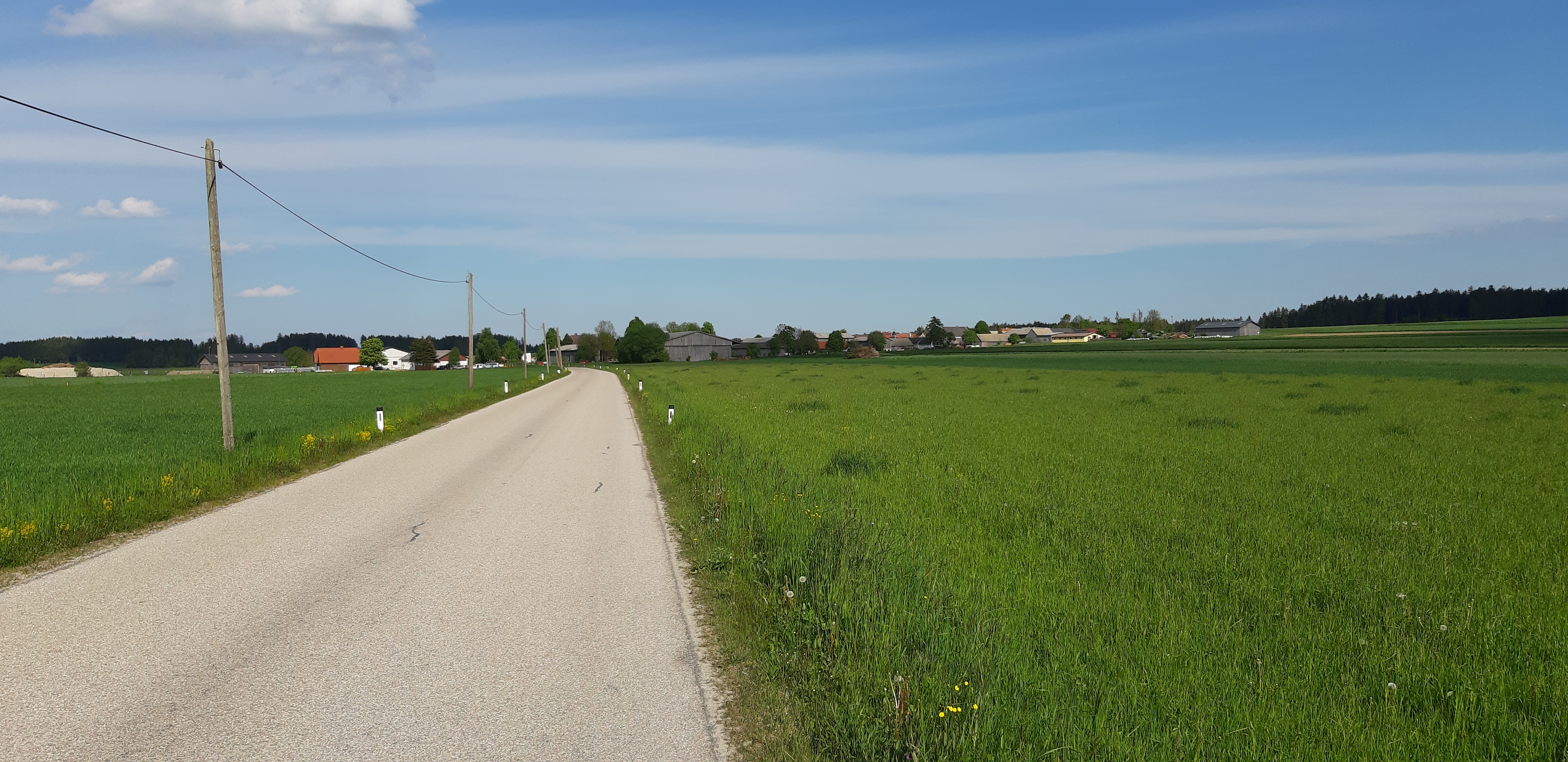
Blick auf den Ort

## Geschichte
Der Ort wurde 1309 zum ersten Mal schriftlich als „Lugendorf“ erwähnt, 1320 erschien er als „Lvgendorf“. Im Verlauf des Dreißigjährigen Krieges wurde der Ort stark verwüstet, ebenso während der Napoleonischen Kriege. Am 2. Mai 1798 fielen bei einem verheerenden Ortsbrand 11 Häuser den Flammen zum Opfer, am 28. April 1833 kam es erneut zum Brand von insgesamt 8 Häusern. Die Ortskapelle wurde 1829 errichtet, 1875/76 folgte die Einrichtung einer einklassigen Volksschule, die allerdings 1968/69 wieder stillgelegt wurde. Im Oktober 1946 wurde der Ort schließlich elektrifiziert.
Im Jahr 1822 wurde der Ort als Dorf mit zwölf Häusern genannt, das nach Sallingberg eingepfarrt war, wohin auch die Kinder eingeschult wurden. Die Herrschaft Rappottenstein besaß die Ortsobrigkeit, übte die Landgerichtsbarkeit aus, besorgte die Konskription und hatte die Grundherrschaft inne.
Laut Adressbuch von Österreich waren im Jahr 1938 in der Ortsgemeinde Lugendorf ein Gastwirt, ein Holzhändler, ein Stechviehhändler und mehrere Landwirte ansässig.
Nach der Entstehung der Ortsgemeinden 1849 war der Ort ein Teil der Gemeinde Langschlag und ab 1886 selbstständig und umfasste noch die Orte Armschlag, Heubach und Langschlag, am 1. Jänner 1968 wurde er nach Sallingberg eingemeindet. Das Dorf Langschlag wurde aber mit 1. Jänner 1970 durch Umgemeindung ein Teil der Gemeinde Grafenschlag.

## Siedlungsentwicklung
Zum Jahreswechsel 1979/1980 befanden sich in der Katastralgemeinde Lugendorf insgesamt 34 Bauflächen mit 18.648 m² und 16 Gärten auf 1.292 m², 1989/1990 gab es 36 Bauflächen. 1999/2000 war die Zahl der Bauflächen auf 91 angewachsen und 2009/2010 bestanden 50 Gebäude auf 96 Bauflächen.

## Bodennutzung
Die Katastralgemeinde ist landwirtschaftlich geprägt. 272 Hektar wurden zum Jahreswechsel 1979/1980 landwirtschaftlich genutzt und 285 Hektar waren forstwirtschaftlich geführte Waldflächen. 1999/2000 wurde auf 244 Hektar Landwirtschaft betrieben und 305 Hektar waren als forstwirtschaftlich genutzte Flächen ausgewiesen. Ende 2018 waren 235 Hektar als landwirtschaftliche Flächen genutzt und Forstwirtschaft wurde auf 306 Hektar betrieben. Die durchschnittliche Bodenklimazahl von Lugendorf beträgt 24,4 (Stand 2010).

## Persönlichkeiten
- Franz Matzke (1881–1957), Lehrer, Bürgermeister von Gutenbrunn und Mitglied des Bundesrat